# ده‌سونگ
کانگ ده-سونگ (کره‌ای: 강대성؛ زادهٔ ۲۶ آوریل ۱۹۸۹) که بیشتر با نام ده‌سونگ (انگلیسی: Daesung) و نام هنری ژاپنی‌اش دی-لایت (انگلیسی: D-Lite) شناخته می‌شود، خواننده، بازیگر و شخصیت تلویزیونی اهل کره جنوبی است که در سال ۲۰۰۶ فعالیت خود را به عنوان یکی از اعضای گروه پسرانهٔ کره‌ای بیگ‌بنگ تحت نظر ناشر موسیقی وای‌جی انترتینمنت آغاز کرد. او در سال ۲۰۰۸ با انتشار تک‌آهنگ «بهم نگاه کن، گی‌سون» به عنوان سولو آرتیست در کره جنوبی فعالیت خود را آغاز کرد.او در ژاپن بسيار محبوب است.